# Bingo-Master’s Break-Out!
Bingo-Master’s Break-Out! — дебютный сингл (7" EP) британской рок-группы The Fall, записанный осенью 1977 года и выпущенный 11 августа 1978 года лейблом Step Forward Records (каталог: SF7).

## История
Дебютный EP «Bingo-Master’s Break-Out!» вышел через месяц после прихода в группу Марка Райли, дебютировавшего в составе на концертной сцене 11 июня и спустя год после того, как был записан. Тексты песен Смит написал, когда ещё работал в манчестерском доке, печатая их во время обеденных перерывоа на пишущей машинке.
Заглавный трек, «Bingo-Master» Смит написал под впечатлением от экскурсии с родителями.
«Psycho Mafia», одна из самых первых песен, появившихся в репертуаре группы, как писал NME, в наибольшей степени претендовала на роль «программного продукта» («…Глаза у нас красные, мозги у нас мёртвые, потому что мы знаем всё о лекарствах и о психо-мафии»): она повествовала о «психиатрической мафии», которая, как считал Смит, тайно управляет больницами и «всей системой».
Три песни, вошедшие в 7" EP «Bingo-Master’s Break-Out!» были записаны в манчестерской Indigo Studios в течение одной сессии, 9 ноября 1977 года. Здесь же был записан и четвёртый трек, «Frightened», но включён в дебютный сингл он не был, потому что Марк Э. Смит оказался недоволен качеством исполнения. Трек в оригинальной версии так и остался неизданным. Альбом вышел с посвящением: «Джону и Джону П, Кей, Дэнни, Иэну У., Джеку, Карен и Ричарду».

## Список композиций
Сторона 1
- «Psycho Mafia» (Smith/Friel) 2:19
- «Bingo-Master» (Smith/Baines) 2:32

Сторона 2
- «Repetition» (Baines/Burns/Friel/Bramah/Smith) 5:11

## Отзывы критики
Марк Бейнс в журнале Escape отметил, что дебютный релиз The Fall соединил в себе «панк-агрессию с чёрным манкунианским юмором и дадаистским мировоззрением». «Звучание The Fall стало мгновенным шоком, балансировавшимся между настроением момента и кусающейся пародией, постоянно на грани самопожирающего взрыва веселья», — писал в 1983 году Дон Уотсон (NME).
Дэнни Бейкер, рецензируя один из концертов Fall в фэнзине ZigZag, назвал «Repetition» одной из лучших песен, когда-либо исполнявшихся на сцене.
«Public Image Limited, несомненно, проштудировали Repetition (1977), прежде чем приступить к работе над первым альбомом!..», — писал музыкальный критик Айра Роббинс (Trouser Press), отмечая влияние The Fall на ранний постпанк.

## Состав участников
- Марк Э. Смит — вокал
- Мартин Брама — гитара
- Тони Фрил — бас-гитара
- Карл Бёрнс — ударные
- Уна Бейнс — клавишные
- The Fall — продюсеры
- Джонни Браун (Jonnie Brown) — оформление обложки

## Издания
- Live at the Witch Trials: 2002 (Voiceprint CD); перевыпуск Sanctuary (CD, 2004) и Earmark (2004, LP) — три трека.
- Early Years 77-79 (три трека)
- Psykick Dance Hall (три трека)
- Early Singles (три трека)
- It’s The New Thing! The Step Forward Years (треки 1 и 3)
- 50,000 Fall Fans Can’t Be Wrong (трек 3)
- The Fall Box Set 1976—2007 (трек 2)

Альтернативные и концертные версии
- Live 1977 (все три трека)
- Liverpool 78 (треки 1 и 2)
- Live At Deeply Vale (треки 1 и 3)
- Live From The Vaults — Oldham 1978 (три трека)
- Live From The Vaults — Retford 1979 (трек 1)